# Мещеряков, Георгий Трофимович
Георгий Трофимович Мещеряков (9 апреля 1917 — 2 мая 1945) — советский военнослужащий, командир дивизиона 137-го гвардейского артиллерийского полка (70-я гвардейская стрелковая дивизия, 101-й стрелковый корпус, 38-я армия, 4-й Украинский фронт), гвардии майор. Герой Советского Союза.

## Биография
Родился 9 апреля (28 марта — по старому стилю) 1917 года в станице Новотроицкая ныне Изобильненского района Ставропольского края в казачьей семье.
В Красной Армии с 1939 года. В 1941 году окончил Тбилисское артиллерийское училище. В действующей армии с августа 1941 года. Участвовал в защите советско-турецкой границы, боях в Крыму и на подступах к Сталинграду, в Сталинградской битве.
30 апреля 1945 года в ходе Моравско-Остравской операции дивизион Мещерякова первым переправился через реку Опава и своевременно поддержал огнём стрелковые подразделения, что решило исход боя за плацдарм. Участвовал в уличных боях за город Моравска Острава.
Погиб в бою 2 мая 1945 года. Похоронен в Остраве (Чехия).
Указом Президиума Верховного Совета СССР от 15 мая 1946 года за мужество, отвагу и героизм гвардии майору Мещерякову Георгию Трофимовичу посмертно присвоено звание Героя Советского Союза.